# Mesoplia decorata
Mesoplia decorata är en biart som först beskrevs av Smith 1854.  Mesoplia decorata ingår i släktet Mesoplia och familjen långtungebin. Inga underarter finns listade i Catalogue of Life.